# کریستوف کلاریوس
کریستوف کلاریوس (انگلیسی: Christoph Cellarius; ۲۲ نوامبر ۱۶۳۸ – ۴ ژوئن ۱۷۰۷)، محقق مطالعات کلاسیک آلمان اشمالکالدن در وایمار بود. اگرچه تقسیم‌بندی تاریخ قرون وسطی و مدرن توسط لئوناردو برونی و فلاویو بیوندو استفاده شده بود اما تاریخ کلاریوس به سه دوره باستان، قرون وسطی و دوره جدید تقسیم شده بو که پس از وی این تقسیم‌بندی در آثار تاریخی رواج پیدا کرد.